# Султан Індонаро
Султан Індонаро (*д/н — 1580/1600) — 4-й раджа-алам Пагаруюнга у 1570—1580/1600 роках. Відомий також як Туанку Алам Саті.

## Життєпис
Походив з династії Маулі. Другий син Шрі Деваварни і Путі Деві Рангговані. Відомостей про нього обмаль. Власне ім'я невідоме, а під «Султан Індонаро» став відомим серед мусульман. Посів трон після зречення або повалення старшого брата Мегаварни. Припускають, що це могла статися під тсиком султанату Ачех, відя кого Пагаруюнг зазнав низки поразок.
Тривалість та завершення періоду панування також є предметом дискусій. Остання згадка про нього відноситься до 1580 року. Припускають, що після цього відбувся розпад держави, що тривав до 1600 року, коли її відновив Султан Аліф I.